# Thilo Ramm
Thilo Ramm (* 4. April 1925 in Darmstadt; † 17. Juni 2018 ebenda) war ein deutscher Rechtswissenschaftler und Autor.

## Leben
Thilo Günther Alfred Ramm wurde 1925 als zweiter Sohn von Clara und Hermann Ramm in Darmstadt geboren. Nach dem Jurastudium in Marburg promovierte er an der dortigen Universität im Jahre 1949 bei Fritz von Hippel über Ferdinand Lassalle. Nach der zweiten juristischen Staatsprüfung 1951 habilitierte er sich ebenfalls bei von Hippel 1953 an der Universität Freiburg im Breisgau über das Thema „Die großen Sozialisten als Rechts- und Sozialphilosophen“. 1955 erfolgte die Heirat mit Dr. jur. Renate Ramm. In Freiburg lehrte er als Universitätsdozent und ab 1961 als außerplanmäßiger Professor. 1962 folgte er einem Ruf an die  juristische Fakultät der Universität Gießen, die er wieder mitbegründete, für die Fächer Zivilrecht, Arbeits- und Sozialrecht und Sozialphilosophie. 1977 wechselte er an die Fernuniversität Hagen. Seit 1982 lebte er wieder in Darmstadt, wo er im Juni 2018 im Alter von 93 Jahren starb.

## Juristische Positionen
Ramms oft gegen den Zeitgeist gerichtete wissenschaftliche rechtspolitische Auffassungen sind von den geschichtlichen und geistigen Grundlagen beeinflusst, die er bei seinen grundlegenden Forschungen über sozialistische Theorien erfahren durfte. Die Hinwendung zur Rechts- und Gesellschaftstheorie, dabei die Suche nach einer Ordnungskonzeption, war bei Thilo Ramm die vehement ablehnende Reaktion auf die Zeit des Nationalsozialismus. Sein (unveröffentlichter) Habilitationsvortrag „Grundrechte und Privatrecht“ (1953), noch historisch angelegt enthielt bereits die Konzeption für die späteren Arbeiten zum Verhältnis Grundrechte und Zivilrecht. In einem Gutachten anlässlich des Urteils des Bundesarbeitsgerichts vom 31. Oktober 1958 zum Schleswig-Holsteinschschen Metallarbeiterstreik legte er das Verbot dar, die Willensbildung der Vereinigungen einzuschränken. Das Freiheitsrecht sei dem Privat- und Arbeitsrecht übergeordnet. 1961 erfolgte eine Auseinandersetzung mit der Rechtsprechung des Bundesarbeitsgerichts und insbesondere Hans Carl Nipperdey (JZ 1961, 273 ff.), die ihm fälschlicherweise den Ruf einbrachte, „äußerst links“ zu sein, was er später mit einer Rezension über Däublers Arbeitsrecht klarstellte.
Ramm sah seit Ende der 1960er Jahre die Chance einer juristischen Studienreform. Grundlegend ist seine dreibändige, materialreiche Darstellung „Einführung in das Privatrecht /Allgemeiner Teil des BGB“ (1969/2. Aufl. 1974), die er Erstsemestern mittels Tutorien vermittelte. 1975 erschien das Buch „Der juristische Studienplan für die Fernuniversität im Lande Nordrhein Westfalen“, mit dem er hoffe, seinen Vorstellungen zumindest näherzukommen.
Im Familienrecht war seine Position durch die Forderung nach konsequenter Gleichstellung der Geschlechter gekennzeichnet. Er forderte in seinem 1986 erschienenen Werk „Recht der Ehe“ eine gesetzliche Regelung der unterschiedlichen Modelle. Vor und nach der Wiedervereinigung war er tätig im Arbeitskreis „Deutsche Rechtseinheit im Familien- und Jugendrecht“ zusammen mit der führenden Familienrechtlerin der DDR Anita Grandke. In seinem Buch „Jugendrecht“ (1990) versuchte er, die  Rechtsentwicklung, die bisher Gegenstand des öffentlichen Rechts, des Privatrechts und des Arbeits- und Sozialrechts war, systematisch zu ordnen. Nach dem Beitritt der DDR zur Bundesrepublik  versuchte er, ein „Arbeitsgesetzbuch“ oder wenigstens ein Arbeitsvertragsgesetz im vereinigten Deutschland voranzubringen.
In seinen Lehrbüchern stellte Ramm seine Auffassungen in einen breiten historischen und politischen Zusammenhang, wobei er auch bestehende Wertungen in Frage stellte. Grundlegend ist die von ihm neben anderen aufgezeigte Thematik der Drittwirkung der Grundrechte, wonach Grundrechte über die Generalklauseln des Privatrechtes (§§ 138, 242 BGB) Eingang in das Zivilrecht finden. Er setzte sich für eine Kodifikation des Arbeitsrechts ein. Zuletzt wandte er sich der Rechtsgeschichte mit einem Standardwerk Das  nationalsozialistische Kindschafts- und Jugendrecht (1985) zu. Thilo Ramm war einer der Initiatoren der Babelsberger Gespräche, die unter dem Titel Nationalsozialismus und Recht (2 Bände Nomos Verlag, 2014 und 2018) erschienen sind. Hierbei befasste er sich mit der Rolle der Justiz und der Rechtswissenschaft im Nationalsozialismus. Ramm verstand sich als Rechtstheoretiker, der die Wertungen des Rechts historisch und auch sozialphilosophisch mit Wirkung für die Zukunft zu erfassen versuchte. Das Verdienst von Ramm ist, durch seine Schriften insbesondere das Zivilrecht, Familien- und Jugendrecht sowie das Arbeitsrecht beeinflusst, systematisch erfasst und teilweise neu akzentuiert zu haben.

## Schriften (Auswahl)
- Die großen Sozialisten als Rechts- und Sozialphilosophen, 1955
- Die Anfechtung des Arbeitsvertrages, 1955
- Ferdinand Lassalle als Rechts- und Sozialphilosoph, 1956
- Die Freiheit der Willensbildung, 1960
- Das Recht des Arbeitskampfes nach der Rechtsprechung des Bundesarbeitsgerichts, in: JZ 1961, 273 ff.
- Die Parteien des Tarifvertrages, 1961
- Der Arbeitskampf und die Wertordnung des Grundgesetzes, 1965
- Arbeitsrecht und Politik, 1966
- Einführung in das Privatrecht/Allgemeiner Teil des BGB, 1969
- Der juristische Studienplan für die Fernuniversität im Lande Nordrhein-Westfalen, 1975
- Die Linke und das Arbeitsrecht, in: JZ 1978, 184
- Familienrecht/Recht der Ehe, 1980,
- Familien- und Jugendrecht im Nationalsozialismus, 1983
- Das nationalsozialistische Kindschafts- und Jugendrecht, 1985
- Von der deutschen Rechtsvergleichung zur deutschen Rechtsverständigung, in: JZ 1987, 425 ff., 484 ff.
- Drittwirkung und Übermaßverbot, in: JZ 1988, S. 489–493
- Grundrechte und Arbeitsrecht, in: JZ 1991, 1 ff.
- Ferdinand Lassalle in Heinrichs/Franski/Schmalz/Stolleis (Hg.): Deutsche Juristen jüdischer Herkunft, 1993 (ISBN 9783406369605)
- Zum freiheitlichen sozialen Rechtsstaat, 1999
- als Mitherausgeber: Nationalsozialismus und Recht, 2014 und 2018 (ISBN 9783848708116)